# Statistické regiony v Severní Makedonii

Statistické regiony v Severní Makedonii

Statistické regiony v Severní Makedonii (makedonsky Статистики Регионы, Statistički Regioni; albánsky Rajonet Statistika) jsou nejvyšší úrovní administrativního rozdělení Severní Makedonie.
Od srpna 2004 je země rozdělena na 8 regionů, v nichž se nachází celkem 80 obcí (opštin).
Regiony nemají v Severní Makedonii žádné administrativní povinnosti, ale slouží pouze pro statistické účely. Jako kandidát na členství v Evropské unii je Severní Makedonie zahrnuta do třístupňové klasifikace NUTS (kód: MK). Na úrovni NUTS-1 a NUTS-2 je celé území Severní Makedonie bráno jako jeden celek, na úrovni NUTS-3 figurují tyto statistické regiony.

## Statistické regiony
| P. č. | Název regionu         | Místní název         | Počet obyvatel (2021) | Rozloha (km²) | Hustota zalidnění (obyv./km²) | Počet opštin | Největší město | Kód NUTS:MK |
| ----- | --------------------- | -------------------- | --------------------- | ------------- | ----------------------------- | ------------ | -------------- | ----------- |
| 1     | Východní region       | Источен регион       | 150 234               | 3 537         | 42                            | 11           | Štip           | MK002       |
| 2     | Severovýchodní region | Североисточен регион | 152 982               | 2 310         | 66                            | 6            | Kumanovo       | MK007       |
| 3     | Pelagonský region     | Пелагониски регион   | 210 431               | 4 717         | 45                            | 9            | Bitola         | MK005       |
| 4     | Položský region       | Полошки регион       | 251 552               | 2 416         | 104                           | 9            | Tetovo         | MK006       |
| 5     | Skopský region        | Скопски регион       | 607 007               | 1 812         | 335                           | 17           | Skopje         | MK008       |
| 6     | Jihovýchodní region   | Југоисточен регион   | 148 387               | 2 739         | 54                            | 10           | Strumica       | MK004       |
| 7     | Jihozápadní region    | Југозападен регион   | 177 398               | 3 340         | 53                            | 9            | Ohrid          | MK003       |
| 8     | Vardarský region      | Вардарски регион     | 138 722               | 4 042         | 34                            | 9            | Veles          | MK001       |
|       | celkem                |                      | 1 836 713             | 25 713        | 71                            | 80           | Skopje         |             |